# Mária Mednyánszky

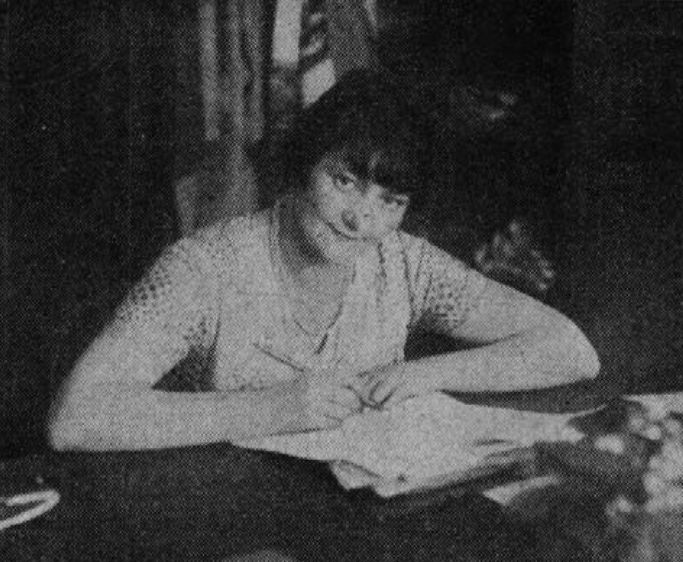
Mária Mednyánszky in 1928

Mária Mednyánszky (Boedapest, 7 april 1901 - aldaar, 22 december 1979) was een Hongaars tafeltennisster. Zij werd in 1926 de allereerste wereldkampioene tafeltennis. De Hongaarse verdedigde haar titel succesvol op de vier volgende edities van het WK. In 1993 werd Mednyánszky opgenomen in de ITTF Hall of Fame.
Mednyánszky was met vijf wereldkampioenschappen enkelspel twintig jaar recordhoudster, totdat de Roemeense Angelica Rozeanu in 1955 haar zesde (aaneenvolgende) titel won. Mednyánszky won naast haar vijf individuele gouden medailles nog dertien WK-titels. In het vrouwendubbel werd de Hongaarse één keer wereldkampioen met de Oostenrijkse Fanchette Flamm en zes keer met haar landgenote Anna Sipos. Ze won daarnaast twee keer de wereldtitel in het gemengd dubbel met Zoltán Mechlovits, één keer met István Kelen en drie keer met Miklós Szabados.

## Erelijst
- Wereldkampioene enkelspel 1926, 1928, 1929, 1930 en 1931 (zilver in 1932 en 1933)
- Wereldkampioene dubbelspel 1928 (met Fanchette Flamm), 1930, 1931, 1932, 1933, 1934, 1935 (allen met Anna Sipos)
- Wereldkampioene gemengd dubbel 1926, 1928 (beide met (met Zoltán Mechlovits), 1930, 1931 (met Miklós Szabados), 1933 (met István Kelen) en 1934 (met Szabados). Zilver in 1932 en 1936.
- Zilver WK landenteams 1934 en 1935
- Hongaars kampioene 1928, 1929, 1930, 1932, 1933 en 1934